# Brightdown
Singles de Nami Tamaki
Cross Season
(2007) Winter Ballades
(2007)
Brightdown est le 14e single de Nami Tamaki sorti sous le label Sony Music Entertainment Japan le 29 août 2007 au Japon. Il atteint la 8e place du classement de l'Oricon, et reste classé pendant 7 semaines, pour un total de 24 404 exemplaires vendus. Il sort en format CD et CD+DVD.
Brightdown a été utilisé comme 2e thème d'ouverture pour l'anime D.Gray-man. Brightdown se trouve sur l'album Don't Stay et sur l'album remix Reproduct Best.

## Liste des titres
| 1. | Brightdown                         | Miki Fujisue | Miki Fujisue, nishi-ken  | 3:59 |
| 2. | Anata Iro no Namida (あなた色の涙) | ERU          | 前口渉, Takahiro Izutani | 4:40 |
| 3. | Endless Dream                      | BOUNCEBACK   | Tōru Watanabe, 伊橋成哉  | 4:36 |
| 4. | Brightdown (Instrumental)          | Miki Fujisue | Miki Fujisue, nishi-ken  | 3:57 |

| 1. | Brightdown |  |